# Andrzej Klimaszewski
Andrzej Klimaszewski (ur. 14 maja 1960 w Ełku) – polski lekkoatleta, skoczek w dal i sprinter.

## Osiągnięcia
Zawodnik klubów: Juvenia Białystok, Bałtyk Gdynia i Legia Warszawa. Olimpijczyk z Moskwy (1980). Mistrz Europy juniorów z Bydgoszczy (1979). 5-krotny mistrz Polski na stadionie (skok w dal, sztafeta 4 × 100 metrów) i 4-krotny mistrz kraju w hali (skok w dal). Rekord życiowy ustanowił w 1980 - 8,20 m i w tym samym roku magazyn Track & Field News sklasyfikował go w swym rankingu na 8. pozycji w świecie. Finalista Mistrzostw Europy (hala 1980 - 8., 1983 - 5. i stadion 1986 - 11.). Zajął 4. miejsce podczas finału Pucharu Europy (1985). Rekordzista Polski U-23 (w latach 1980-2007).
Jego siostrą jest lekkoatletka, mistrzyni Polski Elżbieta Klimaszewska.

## Rekordy życiowe
- skok w dal – 8,20 m (5 lipca 1980, Sopot – 5. wynik w historii polskiej lekkoatletyki[2]) oraz 8,33 m (13 czerwca 1980, Warszawa) – wynik uzyskany przy wietrze +3,7 m/s. Aby rezultat został uznany za oficjalny siła wiatru nie może przekraczać 2,0 m/s).